# Régiment royal de l'Artillerie australienne
Le régiment royal d'Artillerie australienne (royal regiment of Australian artillery), aussi appelé Artillerie royale australienne est un corps de l'armée australienne descendant des forces coloniales australiennes existant avant la Fédération de l'Australie. 